# Макграт (аэропорт)
Аэропорт Мак-Грат (англ. McGrath Airport), (ИАТА: MCG, ИКАО: PAMC, FAA LID: MCG) — государственный гражданский аэропорт, расположенный в населённом пункте Мак-Грат (Аляска), США.

## Операционная деятельность
Аэропорт Мак-Грат занимает площадь в 259 гектар, расположен на высоте 105 метров над уровнем моря и эксплуатирует две взлётно-посадочные полосы:
- 16/34 размерами 1809 x 30 метров с асфальтовым покрытием;
- 7/25 размерами 524 x 18 метров с асфальтовым покрытием.

За период с 1 сентября 2004 по 1 сентября 2005 года Аэропорт Мак-Грат обработал 11 000 операций взлётов и посадок самолётов (в среднем 30 операций в день), из которых 82 % пришлось на аэротакси и 18 % — на рейсы авиации общего назначения. Аэропорт использовался в качестве базы для 44 воздушных судов, из них: 91 % — однодвигательные самолёты и 9 % — многодвигательные.